# Południowa Afryka na Zimowych Igrzyskach Paraolimpijskich 2010
Południową Afrykę na Zimowych Igrzyskach Paraolimpijskich 2010 reprezentował jeden zawodnik w narciarstwie alpejskim.

## Kadra

### Narciarstwo alpejskie

#### Mężczyźni
| Atleta       | Kategoria     | Wydarzenie      | Zjazd 1. | Zjazd 2. | W sumie | Miejsce |
| ------------ | ------------- | --------------- | -------- | -------- | ------- | ------- |
| Bruce Warner | Osoby stojące | Slalom          | 1:04,44  | 1:01,81  | 2:06,25 | 32.     |
| Bruce Warner | Osoby stojące | Gigant          | 1:26,04  | 1:26,05  | 2:52,09 | 31.     |
| Bruce Warner | Osoby stojące | Zjazd           | 1:34,82  |          |         | 25.     |
| Bruce Warner | Osoby stojące | Supergigant     | 1:38,52  |          |         | 32.     |
| Bruce Warner | Osoby stojące | Superkombinacja | 1:37,92  | 56,38    | 2:34,30 | 18.     |